# Pterostylis laxa
Pterostylis laxa là một loài thực vật có hoa trong họ Lan. Loài này được Blackmore miêu tả khoa học đầu tiên năm 1968.